# Lugt
 Der er for få eller ingen kildehenvisninger i denne artikel, hvilket er et problem. Du kan hjælpe ved at angive troværdige kilder til de påstande, som fremføres i artiklen.

En lugt eller duft (alternativt stank) er en sanseoplevelse gennem lugtesansen, hvor slimhinder i næsen bliver påvirket af luftbårne stoffer. Behagelig lugt kaldes duft, mens ubehagelig lugt kaldes stank.
Visse lugte som trælugte eller blomsterdufte er meget efterspurgte og bliver betalt med høje priser. Tilsvarende er der firmaer, som fremstiller produkter, der fjerner ilde lugt (se deodorant).

## Lugte, beskrivelse

### Lugte, der bliver beskrevet som behagelige
- ren ånde, blomster, træer, krydderier, benzin, krydderurter, frugter, kaffe

### Lugte, der bliver beskrevet som ubehagelige
- dårlig ånde, fodsved, afføring, sumpgas, opkast, rådnende fødevarer

## Lugte, opfattelse
Opfattelsen af lugtpåvirkninger er meget afhængig af omstændighederne. Lugten af madlavning opleves som behagelig før måltidet, men som kvalmende efter ved mæt. 
Oplevelsen er kulturbestemt: Kineserne kan ikke forstå, at vi kan spise ost,[kilde mangler] mens vi undrer os over, at de kan spise "rådne" æg.[kilde mangler]

## Lugte, undersøgelse
Undersøgelsen af lugt er et forskningsområde, som er i vækst; men det er et indviklet og vanskeligt felt.[kilde mangler] Den menneskelige lugtesans kan afsløre mange tusinde lugte på grundlag af stærkt fortyndede, luftbårne stoffer,[kilde mangler] og mange dyrs lugtesans er endnu bedre. Nogle af de duftende blomster afgiver duftspor, som kan opfanges af bier på mere end en kilometers afstand.[kilde mangler]

## Lugte, tiltrækning
Feromoner er lugte, der udskilles som kommunikation. En kønsmoden hun hos fx frostmåler kan afgive et feromon, som kan spores af hanner på flere kilometers afstand. Bidronninger udskiller uafbrudt feromoner, som styrer aktiviteten i bifamilien. Tilsvarende kan arbejderne advare andre i boet ved at udsende et advarselsferomon, eller de kan bruge et feromon for at tilkalde andre i bisværmen, når de har fundet en egnet hulhed, som sværmen kan søge ind i.
I jagtterminologi kaldes den lugt, som vildtet afsætter, for fært.